# Brig-Glis
Brig-Glis je hlavní město stejnojmenného okresu v kantonu Valais ve Švýcarsku. Žije zde přibližně 13 tisíc obyvatel.

## Geografie
Město je sevřeno masivem hor, v jeho sousedství ústí severní portál Simplonského železničního tunelu a začíná stoupání silnice E62 do sedla Simplonpass (2 005 m n. m.).
Městem protéká řeka Rhôna. Nedaleko od města se rozprostírá největší ledovec Alp – Aletsch (Aletschgletscher), který je zapsán v seznamu UNESCO jako světové přírodní dědictví (pod názvem Švýcarské Alpy Jungfrau-Aletsch).

## Historie
Obec Brig-Glis vznikla 1. ledna 1973 sloučením bývalých obcí Brig, Glis (s osadou Gamsen) a Brigerbad. Od té doby se její charakter značně rozvinul díky stavební činnosti, zejména ve čtvrti Glis.
Již ve středověku se řeka Saltina pravidelně rozvodňovala a opakovaně způsobovala ničivé povodně. Naposledy se Saltina vylila z břehů v roce 1993, kdy se velké množství vody přehradilo u Saltinského mostu a zaplavilo centrum města až k železniční stanici. Na nádraží se nahromadily až 3 metry vysoké sutiny. Problém se podařilo zmírnit v roce 1997, kdy byl zprovozněn zvedací most. Systém se osvědčil při povodni v roce 2000.

## Obyvatelstvo

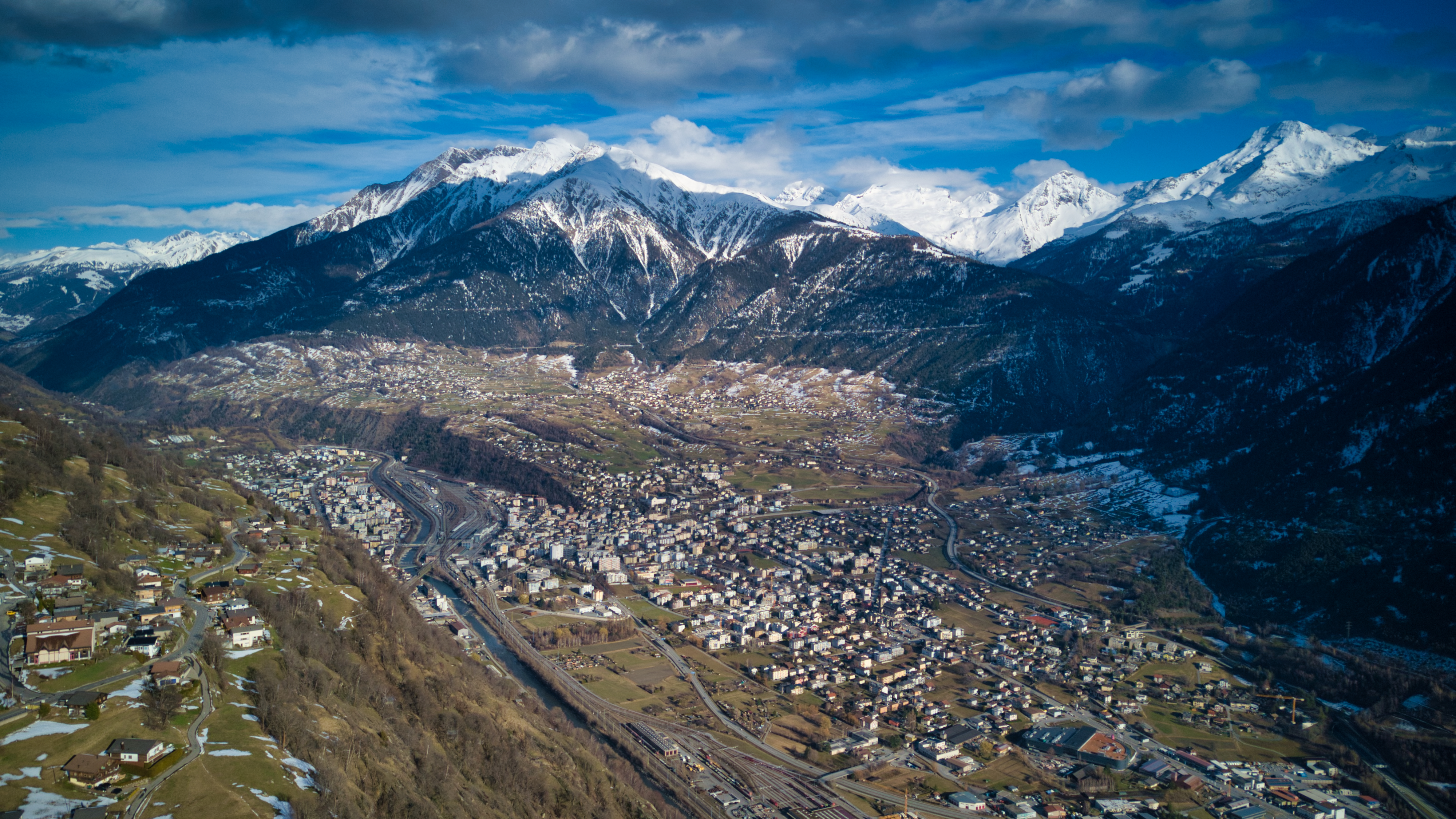
Letecký pohled na Brig-Glis

| Rok            | 1980 | 1990   | 2000   | 2010   | 2012   | 2014   | 2016   |
| Počet obyvatel | 9608 | 10 602 | 11 590 | 12 467 | 12 728 | 12 935 | 13 158 |

## Hospodářství
Brig-Glis je centrem německy mluvící části Horního Valais. Tuto roli získala tehdejší obec Brig díky výstavbě Simplonského tunelu, který byl otevřen v roce 1906 jako napojení na evropskou železniční síť. Brig se tak stal významným bodem pro společnosti poskytující služby, od spedice na počátku 20. století až po „virtuální stanici“ SBB, která se nachází v dnešním Brig-Glis, call centrum, z něhož se poskytují informace a vydávají jízdenky po celém světě prostřednictvím elektronických komunikačních kanálů. Přibližně 80 % obyvatel pracuje v sektoru služeb.

## Doprava

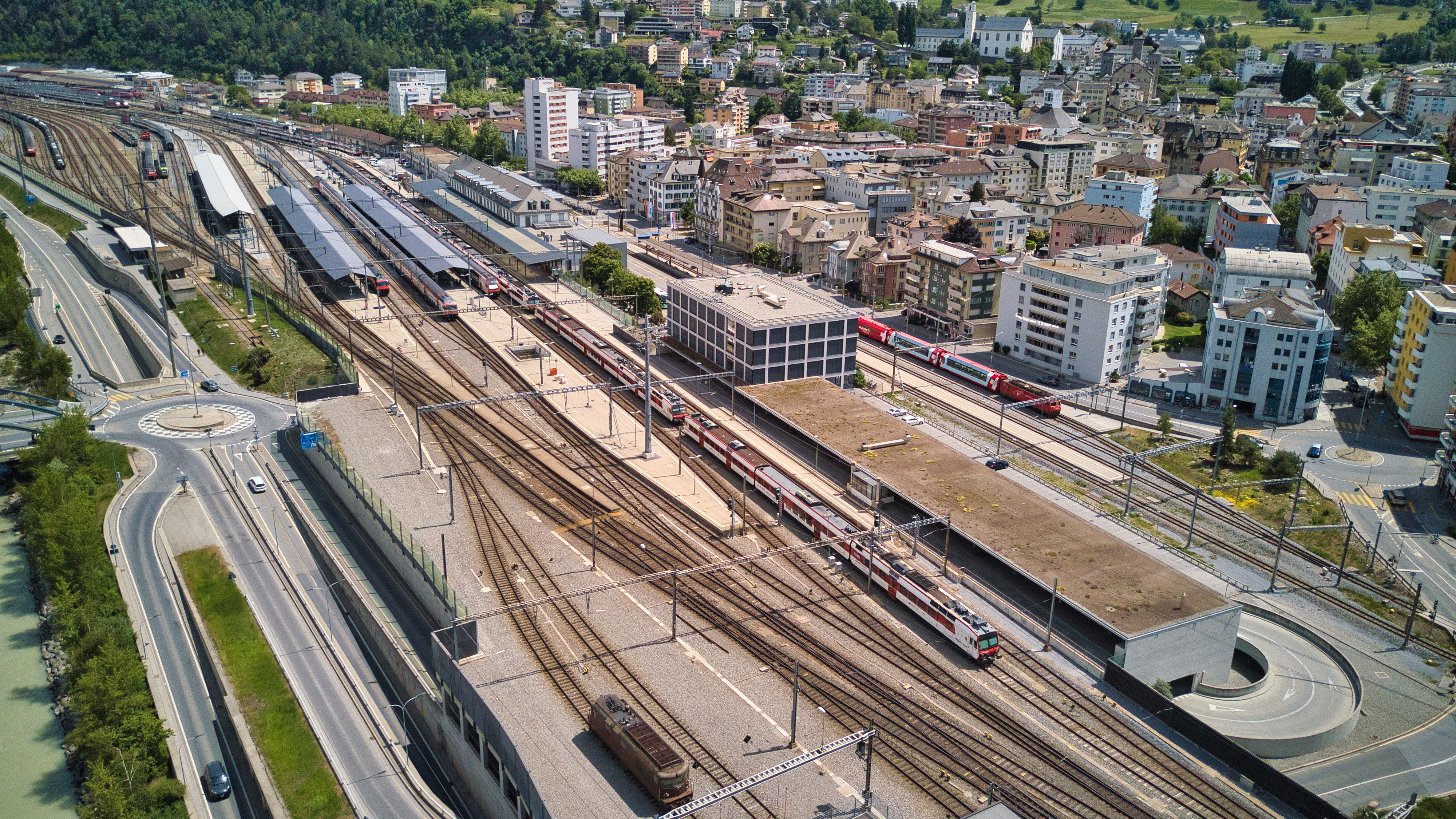
Železniční uzel Brig

Město Brig je známo jako železniční „hraniční město“ mezi Švýcarskem a Itálií. Městem projíždí a staví u společného nádraží všech drah světoznámý Glacier Express.
V městě se stýká několik tratí: od východu vede bývalá trať Furka-Oberalp-Bahn, od západu kromě tratě SBB v ose Ženeva–Milán vede BVZ Zermatt-Bahn a dále po tzv. „Jižní železniční rampě“ do města klesá trať BLS (Lötschberská dráha) na trase Basilej – Bern – Milán. Tratě FO-Bahn a BVZ-Bahn jsou úzkorozchodné. K 1. lednu 2003 došlo ke sloučení těchto společností do společnosti Matterhorn Gotthard Bahn, která má sídlo v tomto městě. V roce 2007 otevřela společnost BLS AG, nástupce dráhy Bern-Lötschberg-Simplon-Bahn nový Lötschberský úpatní tunel o délce 34,6 km. Jeho severní portál je u obce Frutigen v údolí Kandertal a jižní u obce Raron ve Valais. Po zprovoznění nového tunelu není nutné všechny vlaky provozovat přes původní vrcholový tunel Lötschberské dráhy. Společnost BLS od otevření tunelu přenechala dálkovou dopravu SBB a ponechává si provozování S-Bahn v okolí Bernu, nákladní dopravu a přepravu automobilů na trasách Kandersteg–Goppenstein a Kandersteg–Iselle (Itálie).

## Osobnosti
- Nico Hischier (* 1999), švýcarský lední hokejista
- Peter Stephan Zurbriggen (1943–2022), švýcarský kněz, arcibiskup a apoštolský nuncius
- Gianni Infantino (* 1970), fotbalový funkcionář
- Silvan Zurbriggen (* 1981), švýcarský alpský lyžař
- Benjamin Weger (* 1989), švýcarský biatlonista